# Perdita di acqua transepidermica
La perdita di acqua transepidermica (in sigla TEWL, dall'inglese transepidermal water loss) è un fenomeno fisiologico che consiste nella continua diffusione ed evaporazione di acqua attraverso gli strati più esterni della pelle.
Assieme all'esalazione di vapore con la respirazione è una componente fondamentale della perspiratio insensibilis. Non va confusa con il sudore e la traspirazione che fanno parte della perspiratio sensibilis. Gli strati più esterni della pelle hanno la funzione primaria di mantenere l'acqua all'interno del corpo e sono solo limitatamente permeabili all'acqua allo stato liquido o gassoso. La piccola quantità di acqua e vapore che riesce a diffondere attraverso la cute e lo strato corneo ha la funzione di mantenere vitale la cute, di idratare lo strato corneo ed il film idrolipidico oltre che partecipare ai meccanismi di termoregolazione.
La limitata permeabilità dello strato corneo integro all'acqua riduce il suo flusso in entrambe le direzioni. La differenza di temperatura, concentrazione e pressione di vapore tra interno ed esterno regola direzione e densità del flusso.
.

## Misurazione

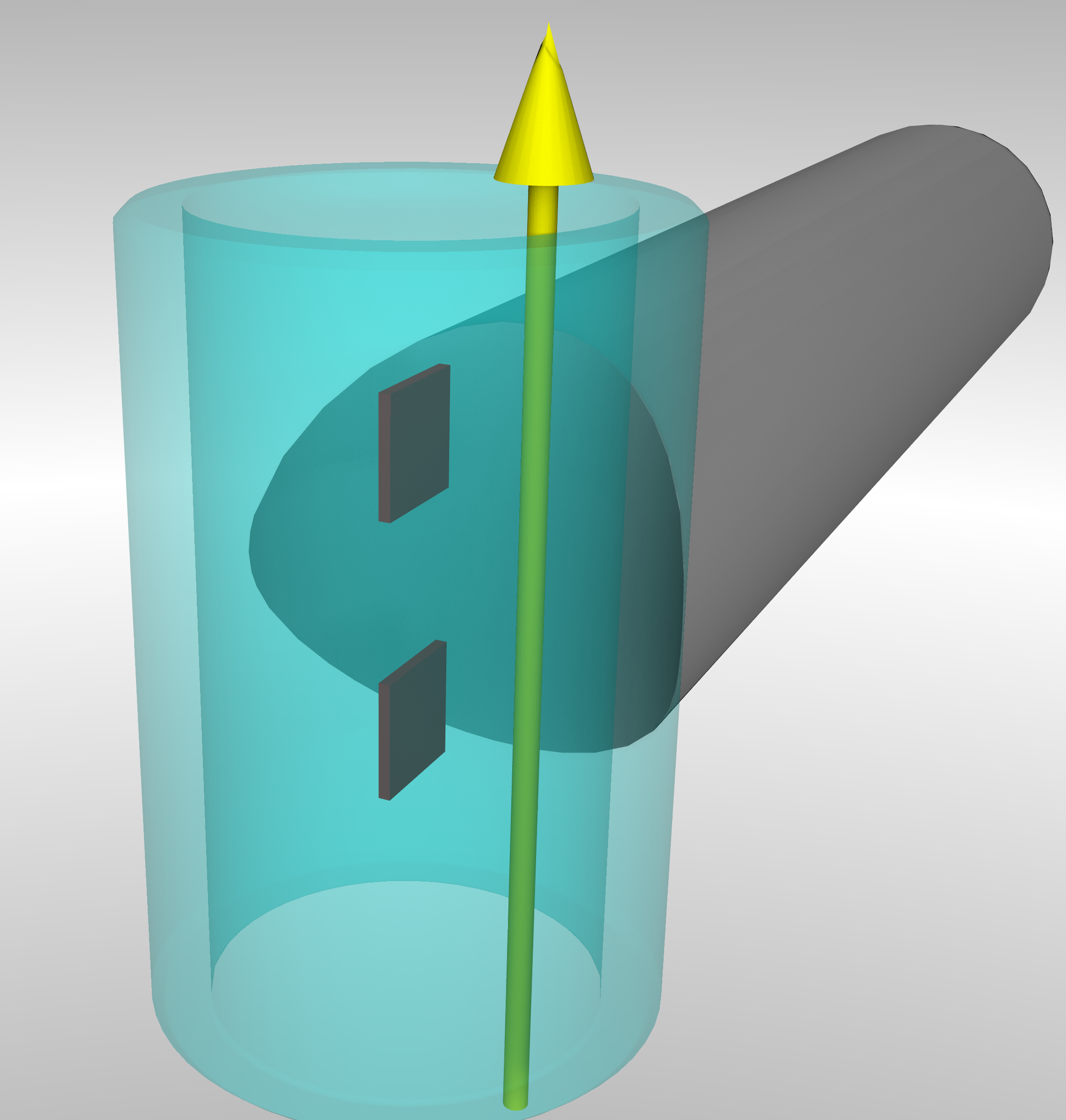
Schema di funzionamento di un evaporimetro a camera aperta. Il vapore, freccia gialla, si diffonde verso l'ambiente esterno. Il suo tenore viene rilevato da 2 sensori sovrapposti

La misurazione della TEWL è indiretta, ricavata dalla misurazione del vapore sopra la superficie cutanea. Conseguentemente all'uso di diverse metodiche di misurazione sono stati ricavati dati non omogenei dove, soprattutto nelle prime ricerche, non può essere esclusa l'interferenza del sudore.
Sono disponibili diversi strumenti di misura: evaporimetro a camera aperta, a camera di condensazione, a camera non ventilata.
La perdita di acqua transepidermica varia sensibilmente in funzione della posizione anatomica: molte ricerche individuano nel palmo delle mani o nella pianta dei piedi una TEWL molto più alta
Altri fattori endogeni influenzano la misurazione della perdita di acqua transepidermica: la temperatura e lo stato di salute della pelle e la presenza di perspiratio sensibilis o sudore.
Non ci sono prove definitive invece sulla correlazione con sesso, età, razza e ciclo circadiano.

## Implicazioni cliniche
La misurazione della TEWL fornisce una indicazione della resistenza opposta dallo strato corneo al passaggio dell'acqua allo stato liquido o gassoso in entrambe le direzione, cioè dall'interno verso l'esterno e viceversa.
Per questo, oltre che indicatore delle variazioni della idratazione cutanea si ipotizza possa essere un indicatore dell'efficienza della "funzione barriera" della pelle.
.
La pelle compromessa o danneggiata spesso presenta un aumento significativo della TEWL, ma la correlazione tra la TEWL e l'efficienza della funzione barriera, intesa nel suo significato più ampio, come protezione da germi, agenti chimici e altro è oggetto di controversia scientifica.